# Steginoporella perplexa
Steginoporella perplexa är en mossdjursart som beskrevs av Livingstone 1929. Steginoporella perplexa ingår i släktet Steginoporella och familjen Steginoporellidae. Inga underarter finns listade i Catalogue of Life.